# Simson Habicht
Habicht ist der Name eines zweisitzigen Kleinkraftrad-Modells aus dem VEB Fahrzeug- und Jagdwaffenwerk „Simson“ Suhl in Thüringen, die Typbezeichnung lautet „SR 4-4“. Es war das letzte Modell der sogenannten Vogelserie.
Der Habicht darf (mit Ausnahme von Re-Importen) in Deutschland trotz der zulässigen Höchstgeschwindigkeit von 60 km/h als Kleinkraftrad mit einem Versicherungskennzeichen zulassungsfrei und in allen Bundesländern bereits mit 15 Jahren gefahren werden (Führerscheinklasse AM). Weitergehende Informationen dazu im Artikel Simson S 51.

## Modellgeschichte
Ende der 1960er Jahre bestand in der DDR eine große Nachfrage nach den Simson-Kleinkrafträdern Schwalbe und Star mit 60 km/h Höchstgeschwindigkeit. Gleichzeitig wurde mit dem Sperber ein ähnliches, aber besser ausgestattetes Fahrzeug produziert, das aufgrund der Höchstgeschwindigkeit von 75 km/h rechtlich als Motorrad galt und deshalb weniger beliebt war. Um die Nachfrage besser erfüllen zu können, sollten die Produktionskapazitäten für den Sperber künftig für ein neues 60-km/h-Kleinkraftrad genutzt werden, das über die gehobene Ausstattung des Sperbers verfügte. Heraus kam dabei der SR 4-4, der der Öffentlichkeit erstmalig auf der Leipziger Herbstmesse 1971 präsentiert wurde.  Der Beiname lautete vorerst Star de luxe. So wurden dann allerdings lediglich die Exportmodelle bezeichnet, davon abgesehen erhielt der SR 4-4 den Beinamen Habicht. Die Fahrzeuge wurden ab 1972 auf den Produktionsbändern des Sperber „SR 4-3“ hergestellt und trafen auf eine besonders große Nachfrage.
Für den Habicht wurde das Baukastensystem von Simson auf die Spitze getrieben: Technisch und optisch entsprach der Habicht weitgehend dem bisherigen Sperber. Der einzige wesentliche Unterschied war die Verwendung des gebläsegekühlten 3,4-PS-Motors aus dem Star (Typbezeichnung „M 54/11 KFL“). Das klauengeschaltete Vierganggetriebe des Sperbers wurde aber auch im Habicht beibehalten, ebenso die außenliegende Zündspule und der 25/25W-Scheinwerfer. Dadurch ergab sich mit dem Habicht ein neues, zulassungsfreies Kleinkraftrad mit 60 km/h Höchstgeschwindigkeit, das über die Komfort-Merkmale und die sportlichere Erscheinung des Sperbers verfügte. Die Vorzüge gegenüber dem parallel produzierten Star waren insbesondere der steifere Rahmen mit zusätzlicher Strebe, der einen Knieschluss ermöglichende Tank, das Vierganggetriebe, die längere Sitzbank (625 mm), die hydraulisch gedämpften Federbeine und die am Rahmen befestigten Sozius-Fußrasten. Der Neupreis lag mit 1430 Mark um 230 Mark höher als beim Star und um 120 Mark niedriger als beim Sperber.
Zur äußerlichen Unterscheidung wurde der Habicht olivgrün lackiert – ein Farbton, der seinerzeit bei Simson für gehobene Ausstattung stand und auch am Topmodell der Schwalbe verwendet wurde. Die seitlichen Verkleidungsteile, die Lenkerschale und der Tank waren in einem hellen Beige (offizielle Bezeichnung: alabasterweiß) gehalten. Ein weiteres äußeres Erkennungsmerkmal des Habichts war der kleinere Einfüllstützen des 9,5-Liter-Tanks. Entfallen war beim Habicht die voluminöse Ansauganlage des Sperbers, in diesem Bereich unterscheidet sich auch der Rahmen geringfügig.
Die Produktion des „Habichts“ wurde, ebenso wie die des „Stars“, im Jahr 1975 zugunsten der S-50-Modelle eingestellt. Aber erst ab 1980 kam mit dem S 51 B 1-4 wieder ein Viergang-Modell ins Simsonprogramm. Bis zum Serienauslauf 1975 wurden ca. 77.200 Habichte produziert. Nach 1975 wurden noch Ersatzrahmen für den Habicht hergestellt, deren Typenschild ein entsprechend jüngeres Baujahr ausweisen kann. Nach Produktionsende des Habichts hergestellte Ersatzmotoren können bereits für die Verwendung von Gemisch 1:50 ausgelegt sein, dies gilt für den Motor M54/11 ab Motornummer 2228854.

## Technische Daten
| Kenngröße                     | Simson SR 4-4 Habicht                |
| ----------------------------- | ------------------------------------ |
| Motor                         | M54/11 KFL (Simson-Zweitakt)         |
| Starter                       | Kickstarter                          |
| Kühlung                       | Radialgebläse                        |
| Bohrung (mm)                  | 40                                   |
| Hub (mm)                      | 39,5                                 |
| Hubraum (cm³)                 | 49,6                                 |
| Verdichtung                   | 9,5:1                                |
| Leistung (PS/min)             | 3,4/5750                             |
| Getriebe                      | 4-Gang, Fußschaltung                 |
| Vergaser                      | 16 N1-6                              |
| Tankinhalt (l)                | 9,5                                  |
| Rahmen                        | Zentralrohr-Schalenrahmen, verstrebt |
| Länge (mm)                    | 1880                                 |
| Breite (mm)                   | 775                                  |
| Höhe (mm)                     | 1170                                 |
| Bereifung                     | 16 × 2,75                            |
| Bremse vorn/hinten            | Vollnaben                            |
| Radführung vorn               | Langschwinge mit Federbeinen         |
| Radführung hinten             | Langschwinge mit Federbeinen         |
| Eigengewicht (kg)             | 79                                   |
| Höchstgeschwindigkeit (km/h)  | 60 (Werksangabe)                     |
| Bauzeit                       | 1972–1975                            |
| Stückzahl                     | 77.200                               |
| Zylinder                      | 1                                    |
| Kraftstoff                    | Gemisch 1:33                         |
| Verbrauch je 100 km (l)       | 2,8                                  |
| zulässiges Gesamtgewicht (kg) | 230                                  |
| Sitzplätze                    | 2                                    |

## Fahreigenschaften
Der Habicht hatte das unveränderte Sperber-Getriebe, es wurde lediglich am Getriebeausgang das Ritzel mit 14 Zähnen durch eines mit 13 Zähnen ausgetauscht. Somit ist der erste Gang beim Habicht vergleichsweise niedrig übersetzt, und der vierte Gang etwas größer als beim Star. Daher erreicht der Habicht bei sonst identischem Motor eine geringfügig größere Höchstgeschwindigkeit als der Star SR4-2/1 und liegt mit der Schwalbe KR 51/1 (diese hat 0,2 PS mehr) gleichauf. Im Fahrbericht der KFT wurden geduckt sitzend 63 km/h erreicht, liegend waren es 66 km/h, bei Rückenwind oder Bergabfahrt entsprechend mehr. Die KFT sah dies jedoch nicht als Pluspunkt, sondern im Gegenteil, regte sogar ein Überdenken der 60-km/h-Regelung an, weil sie eine unangebrachte Bedarfskonzentration befördern würde. Wie schon beim Sperber wurden die mangelhaften Seitenführungskräfte der Reifen und die Neigung zum Lenkerpendeln kritisiert, zumal die Lenkgeometrie mit kleinem Vorlauf keine gute Richtungsstabilität bewirkte. Der Kraftstoffverbrauch lag bei 3,0 l/100 km.